# Nicolas V de Krnov
Pour les articles homonymes, voir Nicolas V (homonymie).
Nicolas V de Krnov (également connu sous le nom de Nicolas II d'Opava-Ratibor; tchèque : Mikuláš V. Krnovský; né vers 1409  – 22/27 décembre 1452) est un membre de la lignée cadette des Přemyslides de Silésie et de Moravie-Silésie sous la suzeraineté du royaume de Bohême. Il fut duc de Ratibor, Krnov, Bruntál et Rybnik.

## Biographie
Nicolas V est le fils du duc  Jean II de Fer et de la princesse lituanienne  Hélène que le roi Ladislas II Jagellon de Pologne présente comme « sa nièce »; mais qui est sans doute une fille de son cousin germain Sigismond Ier Kęstutaitis.  
Bien que Nicolas et son jeune frère Venceslas II de Ratibor soient probablement déjà adultes à la mort de leur père en 1424, leur mère Hélène de Lituanie intervient dans les actes comme régente jusqu'en 1428.  Jusqu'en
1449, elle se nomme elle-même Dame de Pless, ce qui semble impliquer qu'elle avait reçu Pless comme douaire. Nicolas V et Venceslas II règnent conjointement comme corégents jusqu'en 1437, à cette date ils décident de diviser leur héritage. Nicolas V reçoit Krnov (en allemand: Jägerndorf), Bruntál (en allemand:Freudenthal ) , Rybnik, Pszczyna (en allemand: Pless), et Baborów, tandis que Venceslas II garde le duché de Ratibor.
En 1433, une armée hussite traverse la vallée de la Váh, dévaste Ratibor et se prépare à rejoindre le duc Bolko V d'Opole, qui est l'allié des Hussites.  Toutefois, Nicolas V reconquiert Ratibor. En 1436, Nicolas V occupe également le duché de Głubczyce, qui appartient à son cousin le duc Venceslas II d'Opava, qui réplique en prenant Żory. En 1437, Nicolas V et Venceslas II d'Opava parviennent à un compromis. En 1443, Nicolas s'allie avec les ducs Guillaume d'Opava, Przemyslas II de Cieszyn, et Henri IX l'Ancien de Żagań-Głogów contre les barons brigands qui infestent la Silésie.
Nicolas V meurt en 1452. Ses fils Jean IV l'Ainé et Venceslas III 
règnent conjointement. Toutefois en 1464, ils partagent eux aussi leur patrimoine, Jean IV garde Krnov et Wodzisław Śląski tandis que Venceslas III reçoit Rybnik, Pless aet Żory.

## Union et postérité
En 1435, Nicolas V épouse Marguerite Clemm d'Ellguth. Ils ont quatre enfants:
- Jean IV l'Aîné
- Venceslas III
- Barbara († 1510), qui épouse en 1475 le duc Jean IV d'Oświęcim et qui est duchesse titulaire de Krnov de 1490 à 1510.
- Machna († 1508), épouse en 1482 le duc Casimir II de Zator

En 1451 à Cracovie, Nicolas V épouse en secondes noces une certaine Barbara Rockenberg († 1464) issue d'une famille patricienne de Cracovie déjà veuve de deux bourgeois de la cité Wilhelm Olbuczóv et Georg Orienth. Comme lors du décès de Nicolas V l'année suivante, ses beau-fils Jean IV et Venceslas III sont encore mineurs, elle assure la régence du duché de Ratibor, Krnov, Bruntál et Rybnik de 1452 jusqu'en 1462. Elle reçoit également Pszczyna/Pless sans doute aussi comme douaire.

## Source de la traduction
- (en) Cet article est partiellement ou en totalité issu de l’article de Wikipédia en anglais intitulé « Nicholas V, Duke of Krnov » (voir la liste des auteurs).